# Kazuyoshi Oimatsu
Kazuyoshi Oimatsu (老松 一吉), född 30 oktober 1911 i Tonami och död 24 mars 2001, var en japansk vinteridrottare som var aktiv inom konståkning under 1930-talet. Han medverkade vid två olympiska spel, i Lake Placid 1932 där han placerade sig på 9:e plats och i Garmisch-Partenkirchen 1936 där han kom på 20:e plats.